# 山田耕太
山田 耕太（やまだ こうた、1950年11月1日 - ）は、日本の新約聖書学者。現在、敬和学園大学学長、同大学人文学部共生社会学科教授、日本新約学会会長。専門は、ユダヤ・キリスト教文化とギリシア・ローマ文化にかかわるヨーロッパ思想史。

## 人物・略歴
- 1950年：東京都生まれ[1]
- 1976年：千葉大学教育学部卒業
- 1979年：国際基督教大学比較文化研究科博士前期課程 修了（文学修士）
- 1986年：ダラム大学神学部博士課程修了（Ph.D.）
- 1990年：西南学院大学神学部非常勤講師
- 1991年：敬和学園大学人文学部一般教育助教授
- 1995年：同大学人文学部国際文化学科教授
- 2004年　同大学人文学部共生社会学科教授
- 2007年　同大学学長補佐
- 2009年　同大学副学長[2]
- 2015年　同大学学長

## 著作
- 『ダラム便り あるイギリス留学記』(すぐ書房） 1985年
- 『新約聖書と修辞学』（キリスト教図書出版） 2008年
- 『新約聖書の礼拝』（日本キリスト教団出版局） 2008年
- 『フィロンと新約聖書の修辞学』（新教出版社） 2012年
- 『Q文書: 訳文とテキスト・注解・修辞学的研究』(教文館） 2018年

### 共著
- 『現代聖書講座』第2巻（日本キリスト教団出版局） 1996年
- Rhetoric, Scripture and Theology, Sheffield: Sheffield Academic Press, UK, 1996
- 『イエス研究史』（日本キリスト教団出版局） 1998年
- Rhetorical Interpretation of Scripture, Sheffield: Sheffield Academic Press, 1998
- 『新共同訳 新約聖書略解』（日本キリスト教団出版局） 2000年
- 『新版 総説新約聖書』（日本キリスト教団出版局） 2003年
- 『新共同訳 聖書辞典』（日本キリスト教団出版局） 2004年
- 『聖書学用語辞典』（日本キリスト教団出版局） 2008年
- 『経験としての聖書』（日本聖書学研究所） 2009年
- From Rome to Beijing: Symposia on Robert Jewett's Commentary on Romans, Lincoln, NE: Prairie Muse. USA 2013
- 『聖書的宗教とその周辺』（リトン） 2014年
- 『イエスから初期キリスト教へ』（リトン） 2019年